# ایهاگاما
ایهاگاما (به لاتین: Ihagama) یک منطقهٔ مسکونی در سری‌لانکا است که در استان مرکزی (سری‌لانکا) واقع شده‌است.